# Anisodes roseofusa
Anisodes roseofusa är en fjärilsart som beskrevs av W. Warren 1896. Anisodes roseofusa ingår i släktet Anisodes och familjen mätare. Inga underarter finns listade i Catalogue of Life.